# Bow Brickhill
Pour les articles homonymes, voir Brickhill.
Bow Brickhill est une paroisse civile et un village du Buckinghamshire, en Angleterre.